# Pray (Sam Smith)
Pray è un singolo del cantautore britannico Sam Smith, pubblicato il 29 marzo 2018 come terzo estratto dal secondo album in studio The Thrill of It All.
Il singolo ha visto la collaborazione del rapper statunitense Logic.
La versione originale del brano inclusa come decima traccia dell'album The Thrill of It All non prevede la collaborazione di Logic.

## Promozione
Il 7 ottobre 2017 il cantante si è esibito con la canzone e con Too Good At Goodbyes al Saturday Night Live.

## Classifiche
| Classifica (2017) | Posizione massima |
| ----------------- | ----------------- |
| Australia         | 41                |
| Austria           | 71                |
| Canada            | 44                |
| Danimarca         | 41                |
| Francia           | 126               |
| Irlanda           | 29                |
| Italia            | 98                |
| Nuova Zelanda     | 32                |
| Paesi Bassi       | 47                |
| Portogallo        | 50                |
| Regno Unito       | 26                |
| Stati Uniti       | 55                |
| Svezia            | 42                |
| Svizzera          | 27                |